# О’Салливан, Джон
Сэр Джон Уильям О’Салливан (ок. 1700 — ок. 1760) — ирландский профессиональный военный. Большую часть своей карьеры он провел на службе Франции, но, пожалуй, наиболее известен своим участием в восстании якобитов в 1745 году, попытке вернуть британский трон изгнанному дому Стюартов. Во время якобитского восстания он действовал в качестве генерал-адъютанта и генерал-квартирмейстера якобитской армии и оказал большое влияние на кампанию.
Хотя во многих второстепенных работах его фамилия указана как «О’Салливан», он использовал форму «Салливан» в своей собственной переписке.

## Ранняя карьера

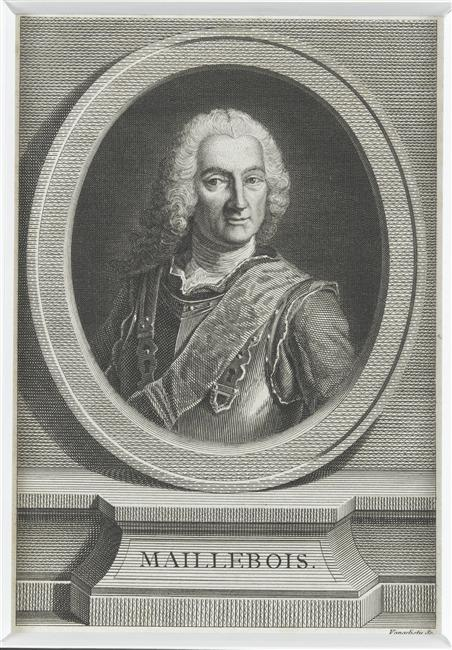
Маркиз де Мальбуа; Джон Салливан сопровождал его на Корсику в 1739 году

Джон Уильям О’Салливан родился около 1700 года в Каппанакуше близ Кенмэра, графство Керри, один из двух сыновей Дермота О’Салливана, чье фамильное поместье Данкеррон было конфисковано в соответствии с Законом о заселении Ирландии 1652 года.
Информация о его ранней жизни ограничена и взята из The Young Juba, часто ненадёжной биографии Чарльза Стюарта, написанной в 1748 году Энеасом Макдональдом под псевдонимом Мичелл.
Уголовное законодательство ограничивало возможности ирландского католического дворянства, и, как и многие современники, Джон Уильям О’Салливан получил образование в Париже и Риме, возможно, готовясь к священничеству . Макдональд предполагает, что он стал наставником сына маркиза де Мальбуа и сопровождал его во время отвоевания Корсики французами и генуэзцами в 1739 году. Он записан как служивший в Италии и на Рейне во время войны за австрийское наследство, хотя приводится мало подробностей.

## Восстание 1745

Бой между кораблями Лайон и Элизабет, 9 июля 1745 года

После отказа от попытки французского вторжения в начале 1744 года наследник Стюартов Чарльз начал планировать небольшую высадку в Шотландии, которая должна была состояться в следующем году. Он начал закупать оружие в начале 1745 года, в то время как французы оказывали ограниченную материально-техническую поддержку, в основном при посредничестве лорда Клэра. Джон Уильям О’Салливан присоединился к принцу Чарльза в марте.
Бывший наставник Чарльза Томас Шеридан утверждал, что сначала рекомендовал его, хотя также предполагается, что он был завербован непосредственно лордом Клэром. Чарльз наслаждался кампанией О’Салливана и доверял его советам: в ответ О’Салливан был неизменно верен ему. С этого момента он активно участвовал в планировании 1745 экспедиции и в качестве одного из „семи мужчин Моидарт“ сопровождал Чарльза во время его высадки на острове Эрискей.
Кампания началась неудачно, когда корабль „Элизабет“, перевозивший оружие и силы франко-ирландских регулярных войск, был вынужден повернуть назад после того, как его перехватил и повредил британский корабль Lion. По прибытии почти каждый человек убеждал принца Чарльза вернуться во Францию; он убедил достаточно людей поддержать его, но зависел от небольшого отряда, мобилизованного Дональдом Кэмероном из Лохиэля и другими вождями Лохабера. Джон О’Салливан вспоминал, что у Лохиэля было „700 хороших людей, но плохо вооружённых; Александр Макдональд из Кеппока прибыл в тот же день, с примерно 350 товарищами“. Кавалерист сэр Джон Макдональд, ещё один из „Семи человек“, позже написал, что Лохиэл признал отсутствие военного опыта; поэтому он предположил, что, хотя либо он, либо Фрэнсис Стрикленд могли бы выполнить работу по организации якобитских сил, Джон О’Салливан был наиболее квалифицированным. Соответственно, Джон О’Салливан был назначен генерал-адъютантом и генерал-квартирмейстером, отвечающим за персонал, подготовку и материально-техническое обеспечение.
По мере поступления новых рекрутов Джон О’Салливан организовал их как относительно обычную армию восемнадцатого века со штабом, кавалерией, пехотой, артиллерией и вспомогательными элементами. Командование полевой армией первоначально было сосредоточено между лордом Джорджем Мюрреем и Джеймсом Драммондом, герцогом Пертом, но в Фолкерке и Каллодене Джон О’Салливан полностью контролировал ситуацию. Два шотландца действовали в качестве командиров бригад, с добавлением брата герцога Перта, лорда Джона Драммонда, после его прибытия в конце ноября.
Споры о стратегии после битвы при Престонпансе отразили глубокие разногласия между шотландцами и советниками принца Чарльза, многие из которых были ирландцами. Они хотели автономную католическую Ирландию, обещанную Яковом II в 1689 году, что означало возведение Карла на британский трон. Шотландцы, составлявшие основную часть армии, были в основном протестантами, которые хотели покончить с Унией 1707 года с Англией. Они предпочитали укреплять своё положение и возмущались изгнанниками, многие из которых занимали французские должности и с ними обращались бы как с военнопленными, если восстание потерпит неудачу. Шотландские дворяне, участники восстания, рисковали казнью и потерей своих земель.
В Военном совете якобитов было несколько разногласий по стратегии между его шотландскими и ирландскими членами, особенно в отношении вторжения в Англию. Джон О’Салливан поддержал военное вторжение, несмотря на оговорки многих шотландцев, несмотря на его собственные опасения, что их силы были недостаточно велики.

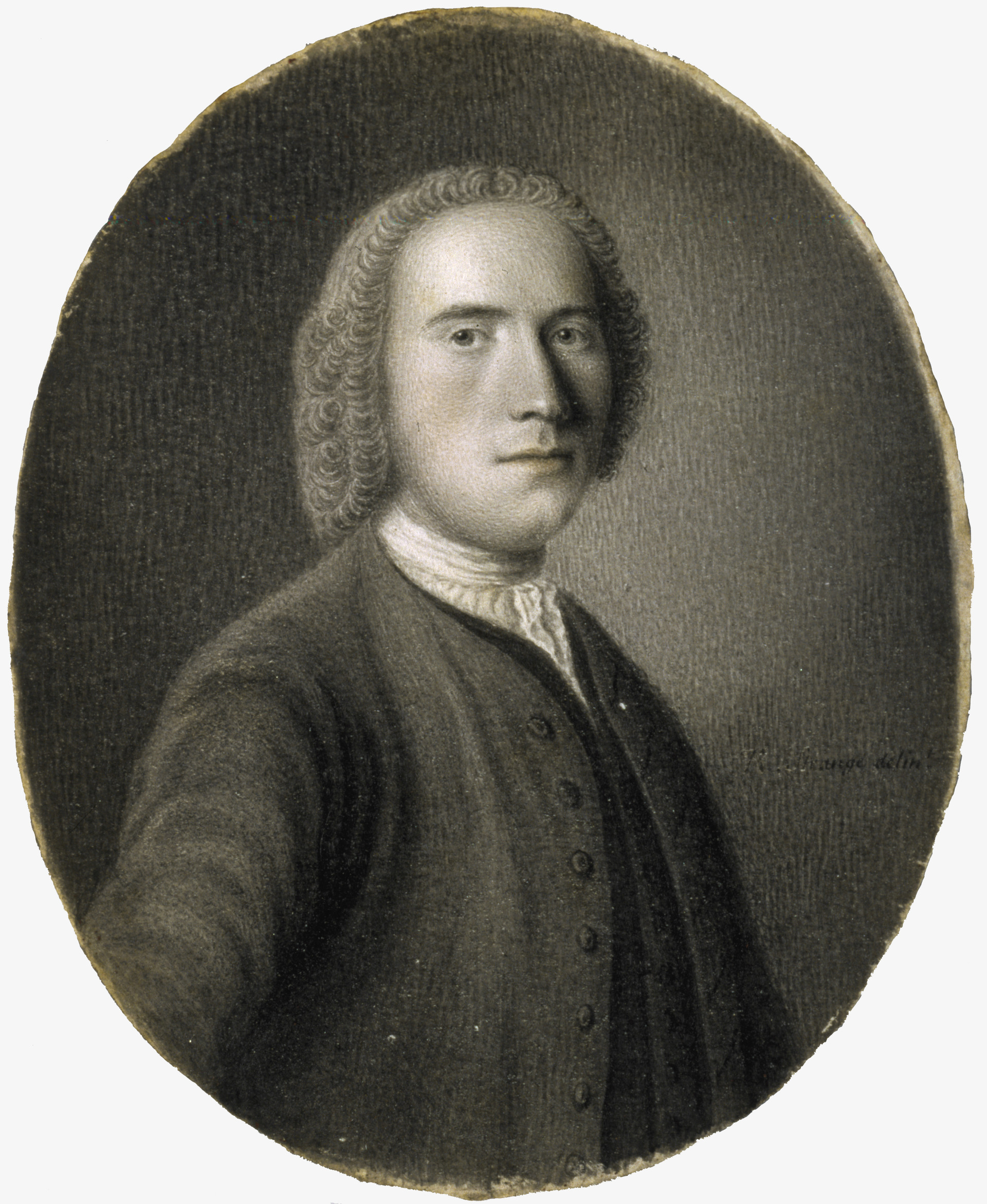
Лорд Джордж Мюррей; его плохие отношения с принцем Чарльзом плохо повлияли на его способность работать с Джоном О’Салливаном

Джон О’Салливан и лорд Джордж Мюррей, в частности, похоже, столкнулись во время кампании. В то время как обученные французскому языку изгнанники, такие как О’Салливан, считали знания Джорджа Мюррея устаревшими, Мюррей был невысокого мнения о способностях О’Салливана и позже сказал, что хотел бы, чтобы „мистер О’Салливан никогда не получал в армии никаких других обязанностей, кроме заботы о багаже“ . Историки девятнадцатого века, как правило, интерпретировали эти различия во взглядах, осуждая Джона О’Салливана за некомпетентность , хотя на самом деле его администрация, похоже, была эффективной. Джон О’Салливан в первую очередь отвечал за организацию марша армии на юг в Англию, который, несмотря на то, что армия была сформирована в три отдельные колонны, был тщательно скоординирован и который был оценен как „штабная работа высшего порядка“.

## Битва при Каллодене
Роль Джона О’Салливана в битве при Каллодене противоречива, поскольку многие писатели девятнадцатого века, а также некоторые более поздние, такие как Джон Преббл, возлагали на него большую часть вины за поражение якобитов. Влияние этого особенно заметно в работе Питера Уоткинса „Каллоден“ 1964 года, основанном на работе Преббла, который в ходе формирования якобитов как во многом феодальной, архаичной армии, возглавляемой некомпетентными аристократами, изображает Джона О’Салливана „полным дураком“.
Хотя наиболее частой критикой является его выбор поля битвы, Джон О’Салливан изначально выбрал место к востоку от последней боевой линии; у альтернативных вариантов были свои проблемы, и в некоторых случаях обстоятельства в значительной степени диктовали место, на котором армия фактически располагалась . Оставалось немного других жизнеспособных вариантов, кроме того, чтобы стоять и сражаться при Каллодене, и большинство якобитских командиров в конечном итоге было за то, чтобы дать бой. Вопреки рассказам Преббла и других, археологические исследования показали, что якобитская артиллерия в Каллодене не снабжалась боеприпасами неправильного размера.

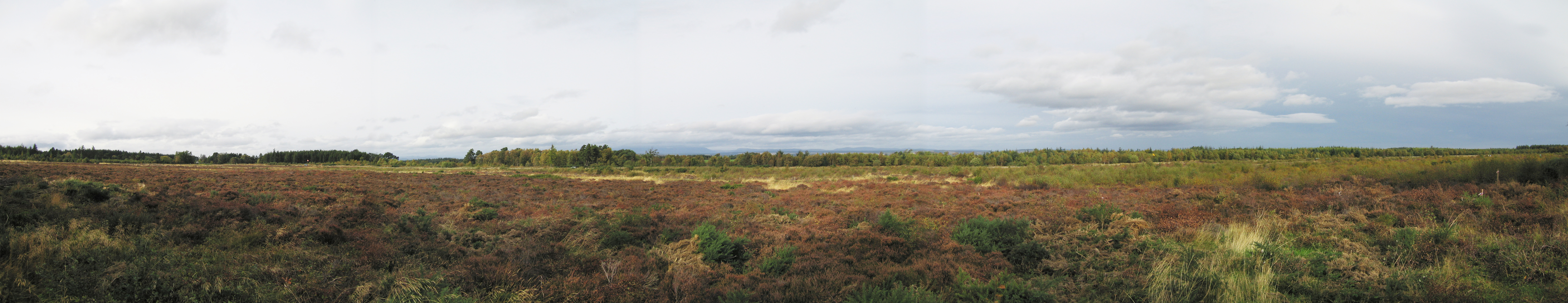
Панорама поля боя, около 2007 года. Флаг с левой стороны указывает на якобитские позиции, флаг с правой стороны показывает расположение правительственных позиций.

Мемуары О’Салливана изображали его и Джона Драммонда, пытающихся сплотить якобитскую левую и вторую линию, чтобы обеспечить упорядоченный отход. Свидетели записывают, что принц Чарльз хотел возглавить атаку в попытке восстановить ситуацию, но О’Салливан приказал своему эскорту увести его с поля боя. Позже он писал, что он „продолжил своё переобучение, время от времени делая повороты, поочередно с небольшим количеством лошадей, которые у него были, и с теми пятью двадцатью мужчинами из Бервика“. Эвакуированный французским кораблем в мае, по возвращении во Францию он призвал экспедицию спасти Чарльза.

## После Каллодена
Несмотря на поражение при Каллодене, Джон О’Салливан по-прежнему пользовался уважением в семье Стюартов. О’Салливан был посвящён в рыцари Джеймсом Стюартом в 1746 году и получил ирландское рыцарское звание и баронетство в пэрстве якобитов в 1753 году. Позже он лишился благосклонности Чарльза: биограф Чарльза Фрэнк Маклинн предположил, что это произошло потому, что у Джона О’Салливана был роман с Клементиной Уолкиншоу.
На репутацию О’Салливана во Франции, похоже, не повлияло поражение якобитов; он был включён в „список наград“, составленный французами в октябре 1746 года, и ему на выбор предложили стать полковником в одном из полков Клэр, Балкли или Диллон . Впоследствии он снова служил штабным офицером французской армии и, как известно, был в битве при Лауфельде в 1747 году, где герцог Камберленд был побежден Морицем Саксонским, а также с силами, собранными для запланированного французского вторжения в Британию в 1759 году.
Дополнительная информация об О’Салливане скудна. Однако в 1749 году он женился на Луизе Фицджеральд, от которой у него родился сын Томас О’Салливан, который впоследствии стал майором ирландской бригады; Позже Томас сбежал в Америку и служил в британской армии. Среди его потомков был американский журналист Джон Луис О'Салливан (1813—1895). Премьер-министр Великобритании Маргарет Тэтчер также считала себя потомком О’Салливана по отцовской линии.
Последнее упоминание Джона О’Салливана датировано 20 декабря 1760 года, и предполагается, что он вскоре умер. Он похоронен в церкви Анзен-ле-Бетюн в Северной Франции.